# PT-76
O PT-76 (em russo:  плавающий танк, plavayushchiy tanque; ou ПТ-76) é um tanque de guerra  leve anfíbio desenvolvido pela União Soviética. Começou a ser produzido no começo da década de 1950 e passou a ser o principal blindado de reconhecimento do exército soviético. Foi exportado intensamente para outros países participantes do Pacto de Varsóvia e continua a ser utilizado por diversas nações. Foi muito usado também em combate, especialmente no Oriente Médio.
Ele possui uma blindagem leve de 20 mm, um motor dísel V-6 de 240 hp e é capaz de superar 44 km/H em campo aberto. É armado com um canhão D-56T de 76 mm, além de uma metralhadora SG-43 para apoio. Mais de doze mil unidades deste veículo foram construídas.

## Variantes
União Soviética
- PT-76 (Ob'yekt 740, 1951)
- PT-76 (Ob'yekt 740, 1957)
- PT-76B (Ob'yekt 740B, 1959)

|  |

- PT-76A
- PT-76K
- PT-76M (Ob'yekt 740M)
- PT-85 (não confundir com o Ob'yekt 906 ou o Tipo 82 da Coréia do Norte)
- PT-85 (Ob'yekt 906)
- PT-90 (Ob'yekt 906)
- Ob'yekt 280
- PT-76RKh
- BTR-50P

|  |

- Ob'yekt 911
- Ob'yekt 914
- ASU-85

|  |

- SPU 2P2 (S-119A)
- TZM 2P3 (S-120A)
- SPU 2P16 (S-123A)
- TZM 2P17 (S-124A)
- GM-568
- GM-575

|  |

- GM-578

|  |

- GSP (Ob'yekt 55) ou GSP-55

 Bielorrússia
- PT-76M

 China
- Type 60

 Checoslováquia
- OT-62 TOPAS

|  |

 Alemanha Oriental
- K1

 Indonésia
- PT-76(M)
- TAPIR

 Israel
- PT-71 (não confundir com o Soviético PT-71)

 Coreia do Norte
- PT-85 (Tipo 82)

 Polónia
- PT-76 com metralhadora antiaérea DShK 1938/46 de 12,7 mm (0,500 in)
- PT-76 com periscópios adicionais na direita do teto da torre
- PT-76 sem freio de boca do canhão
- PT-76B com metralhadora antiaérea DShK 1938/46 de 12,7 mm (0,500 in)
- OT-62 TOPAS
- WPT-76

 Rússia
- PT-76B atualizado com novo motor V-6M de 300 hp (224 kW)

|  |

- PT-76E

 Estados Unidos
- PT-76 versão atualizada com um motor Caterpillar a diesel

 Vietname
- PT-76 versão atualizada com uma metralhadora antiaérea.